# Love Songs 4 the Streets 2
Love Songs 4 the Streets 2 — четвертий студійний альбом американського репера Lil Durk, виданий лейблом Alamo Records 2 серпня 2019 р. Є сиквелом до мікстейпу Love Songs 4 the Streets (2017).

## Комерційний вислід
Дебютував на 4-ій сходинці Billboard 200 із 44 тис. альбомних рівнозначних одиниць за перший тиждень (з них — 4 тис. від чистого продажу та 52,7 млн потокових прослуховувань). Є першим альбомом виконавця, що потрапив до топ-5 цього чарту.

## Список пісень
| #     | Назва                                      | Автор                                                        | Продюсер(и)                           | Тривалість |
| ----- | ------------------------------------------ | ------------------------------------------------------------ | ------------------------------------- | ---------- |
| 1.    | «RN4L»                                     | Дерк Бенкс Даррелл Джексон                                   | Chopsquad DJ                          | 3:17       |
| 2.    | «Like That» (з участю King Von)            | Бенкc Дейвон Беннетт Двен Ейвері                             | DY                                    | 2:46       |
| 3.    | «Green Light»                              | Бенкc Ейвері Ентоні Бічен                                    | DY KidWond3r                          | 2:24       |
| 4.    | «Die Slow» (з участю 21 Savage)            | Бенкc Шая Бін Авраам-Джозеф Джексон                          | Chopsquad DJ                          | 3:20       |
| 5.    | «Locked Up»                                | Бенкc Едріан Епплбай Кларенс Ґрей Гаррісон Ліпсітз           | Big A Skylronthebeat Zar              | 2:55       |
| 6.    | «Rebellious»                               | Бенкc Джошуа Семюел Кевін Прайс Нікодемо Лаллі               | Go Grizzly Hood Famous TurnMeUpJosh   | 3:02       |
| 7.    | «U Said» (з участю A Boogie wit da Hoodie) | Бенкc Артіст Дубоуз Джеаан Світ Меттью Семюелс Раян Войтесак | Boi-1da Charlie Handsome Jahaan Sweet | 2:48       |
| 8.    | «Prada You»                                | Бенкc Ейвері Роберт Річардсон                                | DY Bobby Raps                         | 2:38       |
| 9.    | «Extravagant» (з участю Nicki Minaj)       | Бенкc Оніка Марадж Хозе де Ла Крус Віднік Превалон           | Julian Cruz SKUFL                     | 4:45       |
| 10.   | «Bora Bora»                                | Бенкc Джексон                                                | Chopsquad DJ                          | 2:42       |
| 11.   | «Weirdo Hoes»                              | Бенкc Джерардо Меджіа                                        | Geraldo Liive                         | 3:21       |
| 12.   | «TherlBread»                               | Бенкc Віллі Берд                                             | Will A Fool                           | 2:48       |
| 13.   | «Bougie» (з участю Meek Mill)              | Бенкc Роберт Вільямс Ентоні Такер Орландо Такер              | Jahlil Beats The Beat Bully           | 3:01       |
| 14.   | «Wooh» (з участю Key Glock)                | Бенкc Марківіус Кеті Маріо Мартінез Ейвері                   | DY Bum                                | 2:16       |
| 15.   | «David Ruffin»                             | Бенкc Спенсер Гарріс Ерік Сендовал                           | Einer Bankz Sonic                     | 2:40       |
| 16.   | «Love Songs 4 the Streets»                 | Бенкc Джексон Лайонел Річі                                   | Chopsquad DJ                          | 3:08       |
| 47:35 |                                            |                                                              |                                       |            |

## Чартові позиції
| Чарт (2019)                            | Найвища позиція |
| -------------------------------------- | --------------- |
| Канада Canadian Albums (Billboard)     | 25              |
| Нідерланди Dutch Albums (MegaCharts)   | 46              |
| Велика Британія UK Albums (OCC)        | 39              |
| США Billboard 200                      | 4               |
| США Top R&B/Hip-Hop Albums (Billboard) | 2               |
| US Top Rap Albums (Billboard)          | 2               |

| Чарт (2019)                           | Позиція |
| ------------------------------------- | ------- |
| US Top R&B/Hip-Hop Albums (Billboard) | 82      |